# 음력 11월 22일
음력 11월 22일은 음력 11월의 22번째 날이다.

## 문화
- 1956년 - 대한민국 극동방송 개국.

## 탄생
- 1978년 -  대한민국의 배우이자 가수 윤계상

## 사망
- 2006년 - 대한민국의 개그우먼 김형은.

## 같이 보기
- 음력 360일: 1월 2월 3월 4월 5월 6월 7월 8월 9월 10월 11월 12월
- 전날:11월 21일 다음날:11월 23일 - 전달:10월 22일 다음달:12월 22일
- 양력:11월 22일
- 음력, 윤달